# Cyclocardia rjabininae
Cyclocardia rjabininae är en musselart som först beskrevs av Orest A. Scarlato 1955.  Cyclocardia rjabininae ingår i släktet Cyclocardia och familjen Carditidae. Inga underarter finns listade i Catalogue of Life.